# Yoshika (Shimane)
Yoshika (吉賀町 Yoshika-chō?) es un pueblo localizado en la prefectura de Shimane, Japón. En junio de 2019 tenía una población estimada de 6.127 habitantes y una densidad de población de 18,2 personas por km². Su área total es de 336,50 km².

## Geografía

### Localidades circundantes
- Prefectura de Shimane
  - Masuda
  - Tsuwano
- Prefectura de Yamaguchi
  - Yamaguchi
  - Shūnan
  - Iwakuni

## Demografía
Según los datos del censo japonés, esta es la población de Yoshika en los últimos años.
| Año del censo | Población |
| ------------- | --------- |
| 1995          | 8.600     |
| 2000          | 8.179     |
| 2005          | 7.362     |
| 2010          | 6.810     |
| 2015          | 6.374     |